# National Socialist Movement (États-Unis)
Vous lisez un « bon article » labellisé en 2011.
Pour les articles homonymes, voir National Socialist Movement et NSM.
Le National Socialist Movement (sigle : « NSM », en français : « Mouvement national-socialiste »), à l'origine National Socialist American Workers Freedom Movement (« Mouvement national-socialiste des travailleurs américains pour la liberté »), est une organisation néonazie américaine.
Créé en 1974 par deux anciens membres du Parti nazi américain (American Nazi Party), le National Socialist American Workers Freedom Movement reste marginal au sein de l'extrême-droite aux États-Unis jusqu'au début des années 1990 pour devenir la plus importante organisation néo-nazie durant les années 2000.
Se réclamant officiellement du nazisme, le National Socialist Movement organise différents meetings et manifestations et est actif sur Internet, tandis que certains de ses membres sont impliqués dans des actes de violence politique et de criminalité classique.
En janvier 2019, la direction du groupe a été confiée à James Hart Stern, un activiste noir, qui a annoncé son intention de saper le groupe et de « l'éradiquer »,,. En mars 2019, dans un communiqué de presse, le chef du groupe, Jeff Schoep, a déclaré que Stern « ne parle pas au nom du NSM et qu'il n'a aucun statut juridique avec le NSM » et en plus de lui dénoncer Stern, il a également noté qu'il partait et donnerait sa position à Burt Colucci.

## Histoire

### Scission de l'American Nazi Party
En mars 1959, George Lincoln Rockwell transforme le National Comittee to Free America from Jewish Domination en American Nazi Party, en en faisant le premier parti des États-Unis à se réclamer ouvertement de l'héritage politique du nazisme et d'Adolf Hitler après la Seconde Guerre mondiale, utilisant l'organisation, les symboles et les uniformes du Parti national-socialiste des travailleurs allemands,. En 1966, sous l'influence d'une tendance menée par Matthias Koehl, le parti est rebaptisé National Socialist White People's Party, par analogie avec la National Association for the Advancement of Colored People (NAACP), importante organisation du mouvement des droits civiques auquel le parti s'oppose.
Le 25 août 1967, George Lincoln Rockwell, surnommé le « Hitler américain », est abattu par John Patler, ancien capitaine de l'American Nazi Party,. Après la mort de son leader historique, placé sous la direction de Matthias Koehl, le National Socialist White People's Party perd de son audience et éclate en plusieurs petites organisations,,.

### 1974–2004: une petite organisation dans la nébuleuse néo-nazie
Deux lieutenants en chef de l'American Nazi Party, Robert Brannen et Cliff Herrington, forment en 1974 le National Socialist American Workers Freedom Movement à Saint Paul dans le Minnesota. Durant les années 1970, sous la direction de Robert Brannen, le groupe n'a qu'une audience très réduite. En 1983, Cliff Herrington prend la tête de l'organisation qui s'étend pour la première fois hors de Saint Paul durant les années 1980. Le National Socialist American Workers Freedom Movement reste néanmoins à peu près inconnu, par rapport à d'autres organisations prônant le suprémacisme blanc, jusqu'en 1993,.
En 1994, Cliff Herrington démissionne du poste de commandant de l'organisation en faveur de son second, Jeff Schoep, âgé de 21 ans, espérant ainsi attirer les skinheads et les jeunes néo-nazis. Le National Socialist American Workers Freedom Movement est alors renommé en National Socialist Movement,. Jeff Schoep cherche alors à rallier des membres du Ku Klux Klan et des gangs de skinheads au sein d'un United Patriot Front (« Front patriotique unifié »). Selon l'Anti-Defamation League, ce nouveau commandement et son activisme sur internet permet au NSM de gagner en influence et en effectif, regroupant entre cent et deux cents membres au début des années 2000, répartis dans plusieurs villes.

### Années 2000: hégémonie et scandales

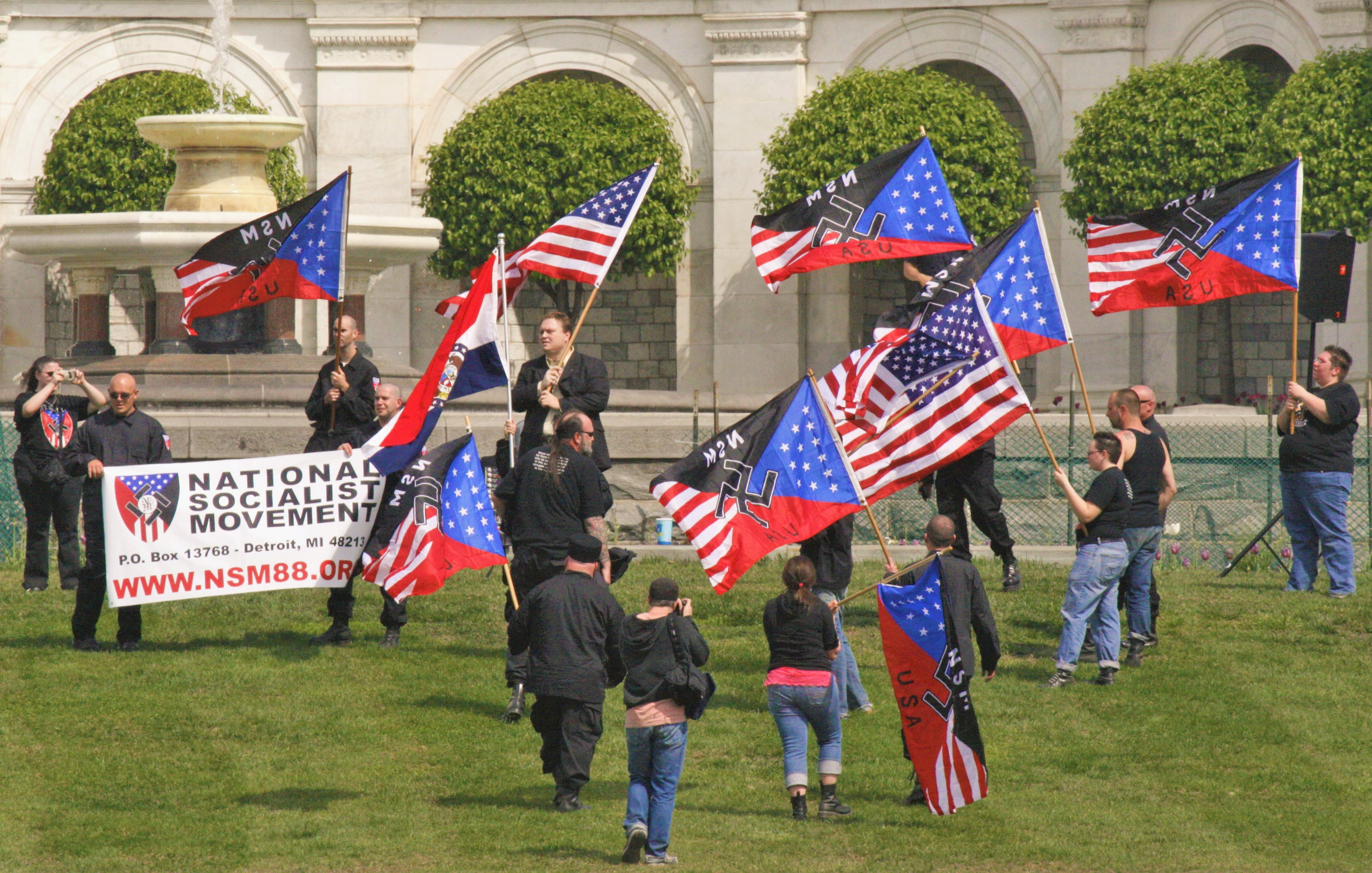
Un rassemblement du NSM devant le Capitole.

Selon le Southern Poverty Law Center (SPLC), le NSM profite au début des années 2000 de la déliquescence des autres organisations de l'extrême-droite (National Alliance, Aryan Nation, World Church of Creator), devenant dans la deuxième partie de la décennie le plus important groupe néo-nazi aux États-Unis. Il participe ou organise vingt-deux évènements (manifestations, rallyes, etc.) en 2006 et trente en 2007, principalement dans le Midwest.
Le 15 octobre 2005, le NSM organise une manifestation contre les « crimes noirs » (« black crimes ») à Toledo, rassemblant entre deux douzaines et quatre-vingts personnes. Une contre-manifestation menée par l'International Socialists Organization et le One People's Project dégénère en émeute, causant des dégâts estimés à 360 000 dollars (1 000 000 selon le SPLC, dont 300 000 uniquement pour les heures supplémentaires des policiers) et conduisant à l'arrestation de près de 140 personnes,,,.
En 2006, les révélations d'une organisation antiraciste, les Citizens Against Hate (« Citoyens contre la haine »), sur les liens existants entre le National Socialist Movement de Tulsa et l'Église sataniste The Joy of Satan (« Joie de Satan ») provoquent des tensions entre les membres néopaïens et ceux proches de la Christian Identity. Le porte-parole du NSM, Bill White, suspendu par Jeff Schoep, quitte le mouvement durant l'été 2006 pour fonder l'American National Socialist Worker's Party, suivi par quelques dirigeants. Le président et cofondateur Cliff Herrington est démissionné au mois de juillet par la direction du NSM, sa femme étant « Grande Prêtresse » du culte de The Joy of Satan. Il prétend avoir créé une nouvelle organisation : le National Socialist Freedom Movement (« Mouvement national-socialiste pour la liberté »),.
En 2006, le National Socialist Movement choisit John Taylor Bowles, dirigeant du chapitre de la Caroline du Sud, comme candidat à l'élection présidentielle de 2008. Le « 88PAC » est créé comme le comité d'action politique du mouvement, enregistré auprès de la Federal Election Commission. Ayant commencé une campagne centrée sur le refus de l'immigration, John Taylor Bowles quitte pourtant l'organisation en octobre 2007 pour fonder le National Socialist Order of America (« Ordre national-socialiste d'Amérique »). Le NSM désigne alors Brian Holland comme son candidat, Drew Bostwick étant son colistier.
Fin 2006, le dirigeant des World Knights of the Ku Klux Klan, Gorgon Young, rejoint le National Socialist Movement pour devenir le dirigeant du chapitre du Maryland. Son adhésion est largement annoncée, mais son arrestation en avril 2007 dans une affaire d'agression sexuelle sur une jeune fille donne une mauvaise image au mouvement. Il est par la suite acquitté. Il quitte l'organisation à la fin de l'année 2010.
En avril 2010, John Taylor Bowles accuse Jeff Schoep d'être un « traître à sa race », sa femme ayant un enfant métis d'un premier mariage.

## Activité
L'activité principale du NSM est l'organisation d'événements pour des motifs divers et prenant des formes variées : distributions de tracts contre l'immigration et les droits des immigrants, manifestations « anti-black crime » (« contre la criminalité des Noirs »), rassemblement contre le marxisme à l'université, conférence négationniste, fête de l'anniversaire d'Adolf Hitler, autodafé, distribution d'« ouvrages haineux » (« hate literature »), etc,,. En juin 2010, plusieurs membres du NSM auraient organisé une patrouille armée le long de la frontière entre les États-Unis et le Mexique et arrêté trois immigrants illégaux.

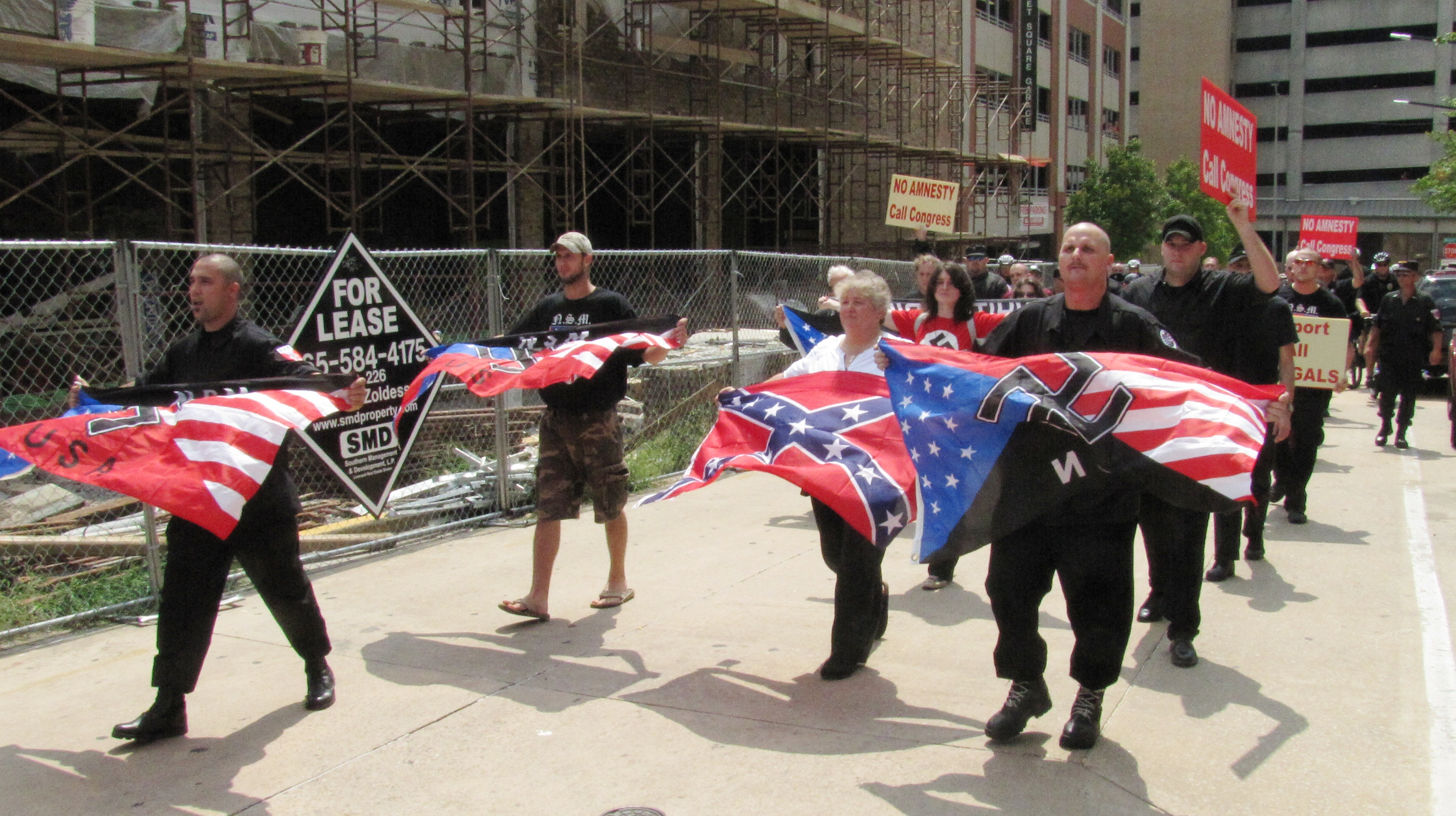
Une manifestation du NSM à Knoxville.

Le National Socialist Movement est actif sur internet. En 2007, le NSM achète à Todd Findley, un militant raciste suspect dans une affaire d'escroquerie, New Saxon, un site web de réseautage social réservé aux suprémacistes blancs. Depuis avril 2007, il distribue Zog's Nightmare II, un jeu vidéo dont le but est de « liquider tous les envahisseurs non-blancs et purifier le quartier général du NSM » (« to liquidate all the non-white invaders and purify the NSM Party headquarters »). NSM88 Records est une boutique internet et un label diffusant des vêtements et différents objets ainsi que près de sept cents disques de musique. L'organisation possède aussi une web-radio, NSM88Radio et poste des vidéos de propagande sur les sites de partage de vidéos comme YouTube.
En 2008 et 2009, des unités du Missouri et du Colorado intègrent le programme Adopt-A-Highway, les rendant responsables de la propreté d'une partie d'une autoroute délimitée par un panneau marqué à leur nom. Le gouverneur démocrate du Missouri, Jay Nixon, décide de rebaptiser le tronçon d'autoroute confié au NSM près de Springfield en Rabbi Abraham Joshua Heschel Memorial Highway (« Autoroute à la mémoire du rabbin Abraham Joshua Heschel »), du nom d'un rabbin ayant fui le Troisième Reich et ayant été actif dans le mouvement des droits civiques,,,.

## Structure et effectif
Divisé en unités d'au moins une personne, l'organisation regroupe au début des années 2000 entre 100 et 200 membres. En 2008, son effectif est estimé par l'ADL à cinq cents personnes, membres et sympathisants. Le nombre d'unités varie : en mai 2006, l'Anti-Defamation League en recense 50, 58 en juin 2007, le Southern Poverty Law Center en compte 61, réparties sur 35 États en 2009,. Selon l'ADL, le NSM serait constitué en 2008 de 82 % d'hommes. La majorité de ses membres habitent dans le Midwest, en particulier dans les États de l'Ohio, du Wisconsin et du Michigan. Les membres du NSM sont relativement jeunes, l'analyse de l'ADL établissant l'âge moyen à 31 ans, le plus vieux ayant 61 ans.
Doté d'une organisation de type paramilitaire, le mouvement est dirigé par un Commander (« Commandant »), Jeffrey Schoep depuis 1994. Basé originellement à Minneapolis, le quartier général du mouvement, c'est-à-dire le lieu de résidence de son commandant, est déplacé à Détroit en décembre 2007,. Dan Hill, leader de l'unité du Michigan, surnommé « SS man », est le Northern States Director (« Directeur pour les États du Nord »).
Le NSM est une des rares organisations néo-nazies aux États-Unis à accepter la double-affiliation. Il possède des branches spécifiques pour les enfants, le Viking Youth Corps (ou Viking Youth Group selon l'ADL), pour les femmes, la Women's Division, et pour les skinheads, la Skinhead Division. La cotisation s'élève à 120 dollars par an, les skinheads ne payant que 35 dollars annuels.
Les membres du NSM utilisent longtemps un uniforme brun, copié sur celui de la Schutzstaffel, qui leur valent le surnom d'« Hollywood nazi » (« nazis d'Hollywood ») par le fondateur de l'Alliance nationale, William Pierce. En avril 2007, le congrès national de l'organisation décide de mettre fin à la tradition de l'uniforme brun pour le remplacer par des vêtements militaires noirs, « plus militants »,.

## Idéologie

Drapeau du National Socialist Movement arborant une svastika.

Le National Socialist Movement se réfère ouvertement au nazisme, dans la lignée de l'American Nazi Party, faisant une place particulière à Adolf Hitler. Son idéologie, une version « américanisée et modernisée » du nazisme selon l'Anti-Defamation League, est explicitement raciste, antisémite (ses membres considérant les « juifs internationaux et les esclaves noirs » comme leurs « ennemis raciaux ») et homophobe. Son programme en 25 points entend établir un régime suprémaciste blanc aux États-Unis. La citoyenneté et les services sociaux seraient alors réservés aux « blancs pur-sang », hétérosexuels et non juifs. Le NSM demande la dissolution des « syndicats pro-marxistes » américains ainsi que de plusieurs organisations et traités internationaux (Organisation des Nations unies, Organisation du traité de l'Atlantique nord, Banque mondiale, Accord de libre-échange nord-américain, Organisation mondiale du commerce, Fonds monétaire international),,.

## Violence et criminalité
Les associations antiracistes comme l'Anti-Defamation League ou le Southern Poverty Law Center dénoncent régulièrement la participation à des actes violents haineux ou les antécédents criminels de certains membres du National Socialist Movement.
Le dirigeant de l'organisation depuis le début des années 1990, Jeff Schoep, a ainsi été arrêté en 1998 pour cambriolage. Il aurait aidé la mère de sa fille à voler 4 000 dollars d'équipement informatique. Plaidant coupable, il est libéré sous contrôle judiciaire. Le dirigeant du chapitre de l'Indiana, John Edward Snyder, a été condamné pour différents crimes sexuels dont le viol et est interdit de tout contact avec des enfants,. Bill White, porte-parole du NSM jusqu'en 2006, aurait, selon lui, été arrêté 22 fois à l'adolescence, pour « agression, infraction sur la législation des armes et des explosifs, dégradation, graffiti et usage de fausse identité » et condamné à 19 ans pour « avoir attaqué la police ». En 2004, il est condamné à une amende de cent dollars pour agression contre Erica Hardwick-Hoesch, une ancienne petite amie ayant abandonné le suprémacisme blanc ainsi qu'une amende de 250 dollars après s'être énervé au tribunal. En 2004 et 2005, plusieurs de ses locataires portent plainte contre lui, Bill White les accusant régulièrement de consommer de la drogue ou encore de se prostituer. En février 2007, Tom Martin, membre de White Revolution (en), et John Rock, suspecté d'être membre des Confederate Hammerskins, sont accusés d'avoir préparé le cambriolage d'un trafiquant de drogue. David Gletty, dirigeant de l'unité de Floride du NSM et informateur du Federal Bureau of Investigation, témoigne contre eux.
Certaines manifestations du NSM donnent lieu à des affrontements entre membres de l'organisation et contre-manifestants antiracistes. Paul Paletti, directeur des adhésions du Wisconsin, a été arrêté pour avoir agressé un adolescent mexicain en avril 2007, acte considéré comme un crime de haine, mais la condamnation est transformée en délit à la suite d'un arrangement. En décembre 2008, il est accusé de battery (un crime moindre que l'agression), résistance à une arrestation et obstruction à la police. Plaidant coupable, il est condamné à deux ans de liberté surveillée, lui interdisant toute activité politique en lien avec le suprémacisme blanc, et à 1 713 dollars d'amende,. David Ryan Drake, membre autoproclamé du NSM, est condamné le 20 janvier 2007 pour le meurtre de David Scarano, un hispanique, en juin 2006. Capitaine du NSM, Kenneth Lee Krauss est arrêté dans sa voiture à une réunion du Ku Klux Klan en possession d'une arme à feu chargée et dissimulée, d'une machette et de plusieurs couteaux.
En 2019, des membres du National Socialist Movement attaquent une Gay Pride à Détroit pendant que certains mettent la terreur, un autre militant néonazi urine sur le drapeau israélien.